# 查尔斯·W·伍德沃思
查尔斯·W·伍德沃思（1865年4月28日—1940年11月19日）是一位美国昆虫学家，建立了加利福尼亞大學柏克萊分校的昆虫学系，是最早将黑腹果蝇（Drosophila melanogaster）作为实验动物饲养的科学家。